# Melfort (ancienne circonscription fédérale)
Pour les articles homonymes, voir Melfort.
Melfort fut une circonscription électorale fédérale de la Saskatchewan, une province du Canada, représentée de 1925 à 1953.
La circonscription de Melfort a été créée en 1924 à partir d'une partie de la circonscription Prince Albert. Abolie en 1952, elle fut redistribuée parmi Humboldt—Melfort, Mackenzie, Rosthern et Prince-Albert.

## Géographie
En 1924, la circonscription de Melfort comprenait une partie de la Saskatchewan comprise entre la rivière Saskatchewan Nord et la rivière Saskatchewan Sud.

## Députés
1. 1925-1930 — Malcolm McLean, PLC
2. 1930-1935 — Robert Weir, CON
3. 1935-1940 — Malcolm McLean, PLC (2)
4. 1940-1953 — Percy Ellis Wright, CCF

- CCF = Co-Operative Commonwealth Federation
- CON = Parti conservateur du Canada (ancien)
- PLC = Parti libéral du Canada